# 노회찬
노회찬(魯會燦, 1956년 8월 31일 ~ 2018년 7월 23일)은 대한민국의 노동운동가 출신 정치인이다. 정계 입문 이전에는 인천 지역 노동자들의 연맹을 창설하는 등의 활동을 하였다. 이후 정계에 입문해 제17·19·20대 국회의원을 역임하였다. 본관은 강화이며 부산 출생이다.
1982년 용접 기술을 배워 노동자로 생활하다가 1989년 인천지역민주노동자연맹 사건으로 구속돼 3년 수감되었다. 이후로도 노동운동가로 활동하다가 3선 국회의원을 역임하였다. 2013년 독수독과이론에 의거해 의원직을 퇴직당했다가 2016년 대한민국 제20대 국회의원 선거에서 창원시 성산구에서 당선되었다. 원외에 있을 때에는 유시민, 진중권과 함께 팟캐스트 방송 《노유진의 정치카페》 진행자로 활동하였다.
2018년 드루킹으로부터 불법 정치자금을 수수했다는 의혹이 제기되었고, 특검의 수사가 진행되던 중 7월 23일 오전 9시 38분 서울특별시 중구 신당동 한 아파트의 17층과 18층 사이에서 투신 자살하였다.

## 학력
- 1969년 초량국민학교 졸업
- 1972년 부산중학교 졸업
- 1976년 경기고등학교 졸업
- 1983년 고려대학교 정치외교학 학사

## 생애

### 어린 시절
어머니 원태순의 고향은 함경남도 흥남이며, 교사를 하던 중 전쟁이 터져 1.4 후퇴 때 거제도로 피난한 후 함경남도가 고향인 아버지 노인모를 만났다. 노회찬은 1956년 부산에서 2남 1녀 중 장남으로 태어났다. 부유하지는 않지만, 문화적으로 풍요로운 유년시절을 보냈다. 중학생 시절부터 첼로를 배웠으며 고교시절 이화여자고등학교의 축제에 초청을 받고 첼로 공연을 하기도 했다. 고등학생 때는 한 해 개봉영화를 모두 본 적이 있을 정도로 영화광이었다고 한다. 중학시절부터 펜싱과 육상에 뛰어났으나, 구기종목은 전혀 하지 못하는 소년이었다. 또 고등학교 2학년때 무술을 잘한다고 학내에 소문이 퍼져 노지심이라는 별명도 생겼다.
1972년 부산고등학교 입시시험에 떨어지고 재수를 하여 1973년 경기고등학교에 입학했다. 이때부터 부산을 떠나 서울에서 삶을 보냈다. 경기고등학교 1학년에 재학 중이던 1973년, 박정희의 유신 독재에 반대하는 유인물을 제작하고 배포하면서 민주화운동을 시작했다. 이 시기 《씨알의 소리》, 《다리》와 같은 잡지를 읽게 되었고, 함석헌, 백기완, 선우휘 등 저항적 지식인들을 만나게 된다. 당시 경기고에서 함께 운동을 했던 동기들이 정광필, 이종걸 등이다.
1976년 경기고등학교를 졸업했지만, 대학입시에 떨어졌다. 노회찬은 재수를 하지 않고 바로 군대를 지원했다. 군복무를 마치고 1979년 고려대학교 정치외교학과에 입학했다.

### 청년기

#### 노동운동
대학에 입학한 뒤 학생운동에 전념하던 노회찬은 1980년 광주 민주화 운동에 큰 영향을 받는다. 그는 군사독재에 항거하여 거리로 나온 민중들을 보면서 "노동자들이 조직화, 세력화되어 앞장 설 때만이 세상을 근본적으로 바꿀 수 있다는 것을 깨달았다"라고 한다. 이때부터 노회찬은 본격적으로 노동운동을 시작하게 되었다.
노동운동을 하기 위해 1982년 서울기계공업고등학교 부설 영등포청소년직업학교(현 서울산업정보학교)에서 전기용접기능사 2급 자격을 취득 했다. 그 뒤 서울, 부천, 인천에서 용접공으로 위장취업하게 된다. 첫 직장은 기아자동차였으나, 대학생 신분인 것이 탄로나 해고 당한다. 그 뒤 여러 공장을 전전하면서 알게 된 노동자들과 모임을 갖기 시작했다. 그리고 이러한 모임은 정치적인 서클로 발전하게 된다.
| “ | 원래는 대공장 들어가려고 기아자동차에 시험 쳐서 붙었는데 실수를 해서 예비군 때문에 대학출신이라는 게 밝혀져서 떨어졌어요. 그래서 인천에 있었던 현대정공 하청 회사에서 아주 초보적인 운동을 하고 있었죠. 그때만 해도 저희는 변혁을 위해서 노동자가 되어 평생을 노동자로 살아야 된다고 생각해서 기술도 배웠어요. 청소년 직업학교 다녀서 용접기술을 배웠죠. 그러고 있는데 83년쯤 되니깐 1명 2명 현장에 대학출신이 생기더니 84년 되니깐 더 많은 수로 학교 졸업한 위장취업자들이 오는 거라. 자연스럽게 그 전에 알고 지내던 후배들이 같이 하자 해서 써클을 만들었어요. 그 써클이 그 당시로서는 내가 알기로는 전국에서 젤 컸어요. 그 당시로서는 어마어마하게 컸지. 인민노련이 인천, 주안, 부천팀이 모여서 만들어지는데 그중 한 축이 되죠. | ” |

대학생 노회찬은 이렇게 노동운동가로 사회생활을 시작하게 되었다. 노회찬은 1982년부터 각종 시위를 주도하고 불온문서를 배포한 혐의로 수배되었다. 긴 수배 생활이 시작되었다.

#### 인천지역민주노동자연맹
1987년 6월 항쟁이 일어났다. 뒤이어 터진 7-9월의 노동자 대투쟁은 한국 전쟁 이후 억눌려왔던 노동자와 노동운동이 시민권을 얻는 과정이었다. 이 과정에서 인천지역민주노동자연맹(인민노련)이 출범했다.
| “ | 1960년대와 1970년대의 변혁 지향적 노동운동은 일종의 '장기 매복'노선을 취하고 있었습니다. 노동자의 의식 수준, 공안 기관의 감시 등을 이유로 장기적인 관점에서 매우 신중한 활동 노선을 맞이한 듯했으나 대개는 인맥, 학맥에 따른 서클주의적 노동 운동을 탈피하지 못하고 있었습니다. 이런 상황에서 첫째로 가내 수공업 적으로 노동운동을 하던 분산된 서클들을 모아 체계적이고 조직적인 노동 운동으로 새롭게 개편할 필요성이 대두되었고, 둘째로 과학적인 정치 노선과 조직노선으로 노동운동을 통일시킬 필요성을 느끼고 있었고, 셋째로 현장 노동자의 소모임 활동이나 일회적인 경제투쟁을 넘어선 공공연한 정치 선전과 선동 활동이 필요했고, 넷째로 전국적인 노동자 정치 조직을 만들기 위해 노동운동이 가장 활성화된 인천 지역에서 지역정치 조직을 먼저 만들기로 했던 것입니다. | ” |

인민노련은 80년대 운동의 유행이었던 주체사상파와 제헌의회파를 양 극단의 교조주의로 즉, 정치적 신념을 현실변화에 대한 성찰이 없이 맹신하는 것으로 인식하고 실사구시적인 활동을 전개했다. 그리고 1987년 6월 10일 인천 부평에서 창립을 선포했다. 결성 직후 내부 논쟁을 통해 NL진영이 이탈하면서, 인천민주노동자연맹의 운동 방향과 성격이 더욱 분명하게 되었다. 이 때문에 인민노련은 민중 민주(PD)파로 분류되기도 한다.
인민노련은 노동자 민중의 독자적 정치세력화 즉, 진보정당을 조직의 목표로 삼았다. 이 과정에서 1987년 대선에서 백기완을 대선후보로 추대했으나, 백기완이 야권단일화를 위해 후보직을 사퇴하게 된다. 이후 인민노련은 <노동계급>, <삼민동맹>, <안산노련>등을 규합하여 전국적인 조직으로 거듭났다. 인민노련은 당시 존재했던 진보적인 사회운동 조직 중 현장 노동계급에 기반을 둔 가장 큰 전위조직이었다.
노회찬은 인민노련 중앙위원, 격주간 《사회주의자》 편집위원으로 인민노련 활동을 주도하던 중 1989년 12월 24일에 체포된다. 노회찬은 법정에서 국가보안법 위반 혐의로 징역 2년 6월을 선고받고 1992년 만기 출소한다. 옥중에서 《노회찬과 함께 읽는 조선왕조실록》의 원고를 구상하기도 했다.
체포 1년 전인 1988년 12월, 인천해고노동자협의회 사무국장 김지선(현 여성의 전화 연합 조직위원장, 사단법인 서울강서양천여성의전화 소장, 가정폭력상담소 소장)과 결혼했다.
노회찬과 함께 인민노련 활동을 했던 사람으로는 송영길 민주당 국회의원, 신지호 한나라당 국회의원, 주대환 사회민주주의연대 대표, 조승수 진보신당 국회의원 등이 있다.

### 초기 정치활동
노회찬의 복역 도중 인민노련은 1991년 7월 <한국사회주의노동당 창당준비위원회>로 이름을 바꾼다. 그러나 창준위 대표 주대환은 훗날 신노선이라 불리는 <진보운동의 신노선>이라는 문서를 발표한다. 이는 세계적으로 사회주의권이 붕괴하는 역사적 전환기 속에서 합법정당으로 조직을 전환하기로 하는 것이었다. 신노선은 논란 끝에 통과되고 한사노당 창준위는 기존의 지하정당 노선을 탈피하고 공개적이고 합법적인 진보정당 결성을 추진하게 된다. 1992년에는 한국노동당 창당준비위원회로 이름을 바꾼 뒤 민중당과 통합하게 된다. 그러나 통합민중당은 1992년 총선에서 참패하고 해산당한다.
민중당 당권파였던 김문수, 이재오 등은 진보정당운동을 포기하고 김영삼의 영입을 받아들여 민주자유당으로 자리를 옮겼다. 그러나 장기적 관점에서 진보정당운동을 지속해나가야 한다는 사람들이 모여 1992년 4월 15일 <진보정당추진위원회>(약칭 진정추)를 결성한다. 진정추는 진보정당을 당장 건설하기에 역량이 부족하다는 내부 평가를 내린 뒤 1992년 대한민국 대통령 선거에 대응하기로 한다.

#### 진보정당 추진위원회
1992년 초 감옥에서 만기 출소한 노회찬은 진정추의 결정에 따라 1992년 대통령선거에서 <백기완 선거대책 본부> 조직위원장으로 활동한다. 그러나 백기완은 23만표, 1%정도의 지지를 얻고 패배한다. 많은 사람들이 진보의 독자적 정치세력화에 실망하고 다른 길을 갔지만 노회찬은 진보정당 건설을 계속하기로 한다.
| “ | 노 대표는 당시 진보정당의 실패원인을 △노동운동세력의 공식적 지지를 바탕에 두지 못한 점 △민족민주운동진영의 내부 갈등 및 대립으로 인한 에너지 소모를 꼬집었다. 그는, "노동조합간부 등 여러 사람들이 참여하긴 했지만 당시 전노협 등의 지지를 받지 못하고 출발한 점은 일정한 한계가 있었던 것 같다"라고 말했다. 이어, "민중당이 창당 순간부터 해산될 때까지 가장 괴로웠던 것은 진보정당에 동의하지 않은 또 다른 민중운동세력과의 갈등과 대립으로 엄청난 에너지를 소모했다는 점"이라고 밝혔다. 그러면서 "이런 문제에 대한 새로운 지평과 지형이 조성되어야 당이 만들어질 수 있다고 보았고, 이걸 공개적으로 글까지 써서 발표했다"라고 당시 상황을 전했다. | ” |

노회찬은 진정추 1기(1992년 4월 ~ 1993년 3월) 사무총장을 거쳐 2~4기 대표를 역임(1995년 9월)한다. 노회찬은 진정추를 "창당에 이르는 안정된 중간단계로서 준정당적 조직"으로 위상을 규정하고 민중정치연합과의 통합을 추진한다. 1995년 9월 25일 진정추는 민중정치연합과 통합하여 진보정치연합으로 거듭났다. 노회찬은 진보정치연합(이하 진정련)의 창립이후 진정련이 국민승리 21에 통합되기까지 대표를 역임했다.
진정추 활동을 하던 1992년부터 2003년까지 매일노동뉴스의 발행인을 역임했다. 노회찬은 매일노동뉴스 발행으로 부채를 많이 지게 되었다. IMF 외환위기때는 이로 인해 신용불량자가 되기도 했다.
노회찬 진정련 대표는 1996년 보수야당 소수파였던 개혁신당과의 제휴를 추진한다. 1992년 민중당과 백기완 선거운동의 후유증이 남아있던 시기였기 때문에, 섣부르게 창당했다가 조직적으로 큰 손실을 입을 수 있다는 우려 때문이었다.
| “ | 1996년 총선을 앞두고 진보정치연합은 정치적으로 동요하기 시작했습니다. 조직 구성원의 대부분이 민중당을 경험했던 상태라 총선에 무소속으로 출마하는 것이 얼마나 무의미한가를 절감하고 있었습니다. 그러나 그렇다고 해서 총선용으로 진보정당을 만드는 것은 여러모로 무리였고요. 진보정치연합한테 1996년 총선은 진보 정당 재 창당을 준비하는 과정에서 지역 정치 활동의 기반을 견고히 하는 정도의 훈련이었습니다. 마침 제도 정치권의 반3김 세력, 일부 재야, 시민 단체들의 개혁신당 논의가 시작되었고, 우리는 개혁신당과의 제휴를 총선을 위한 '선거연합'으로 규정했습니다. 진보정치연합 대의원 대회는 1996년 총선 방침으로 개혁신당 참가를 결정했습니다. 단 1996년 4월. 제15대 총선이 끝나면 개혁신당에서 철수하여 진보 정당 운동에 매진한다는 조건을 붙였습니다. 개혁신당 참가는 진보 정당 추진 세력들을 보존하고 장기적으로 재 창당에 대비하기 위한 고육지책 이었습니다. 그러나 미복권, 미공천 등 여러 사정으로단 1명만이 개혁신당 추보로 출마한으로서 이 전술은 실패했습니다. | ” |

개혁신당은 총선을 앞두고 이기택의 꼬마 민주당과 통합하여 통합민주당이 되었다. 노회찬은 이때 진보정당 추진세력의 대표 자격으로 통합민주당의 당무위원을 잠시 맡기도 했다. 그러나 개혁적인 보수야당과의 제휴는 큰 성과를 내지 못했다.

#### 국민승리21과 민주노동당 참여
96-97 총파업 이후 민주노총은 보수 야당에 의존적인 기존의 노동운동만으로는 한계가 있음을 절감했다. 민주주의민족통일전국연합(약칭 전국연합) 역시 독자적 진보정당이라는 문제의식을 가지게 되었다. 진정련은 1997년 대한민국 제15대 대통령 선거에 참여하고 이를 기반으로 진보 정당을 만들자는 제안을 했고, 민주노총과 전국연합이 이에 동의했다. 그리고 논의 끝에 1997년 대선 기구로서 국민승리21이 출범하게 된다. 노회찬은 국민승리21에서 정책기획위원장으로 활동한다.
| “ | 네, 96년에 국민승리21은 제가 97년 1월 달에 <말>지에다가 이른바 민주민중세력들이 총집결해가지고 97년 대선을 치르고 그 힘으로 진보 정당을 건설하자라는 제안을 사실 했었습니다. 하고 바로 저희는 그 작업에 착수했는데 일단 민주노총은 그해 6월 민주노총 대의원대회에서 결의를 했습니다. (중략) 농민운동 조직은 아직 뜻은 같이 했지만 오랜 기간 동안 또 농민운동이 민주당과 함께 지역에서 지방선거도 같이 하고 여러 가지 해온 관계로 시간이 좀 걸리겠다는 그런 답변을 들었습니다. (중략) 농민 부분은 이 민주노동당이 창당된 이후에나 이제 참여하게 되는 거죠. (중략) 그다음에 이제 빈민 조직도 그 당시에는 공식적으로는 참여하지 못한 상태였고 그러나 민주노총이 상당히 큰 힘이 사실 되었습니다. 그 이외에는 전국연합이 참여를 (중략) 전국연합의 대부분의 인사들은 참여를 했습니다.(중략) 이창복 의장을 포함해서 이창복, 천영세, 그다음에 최규엽, 양재덕 이런 분들이 (중략) 유기홍 전 의원도 참여를 사실 했었죠. 그 다음에 당시에 이제 진보정치연합 제가 대표로 있던 진보정치연합. 그래서 실제로 국민승리21 출범 선언문에서도 그렇게 돼있습니다만 민주노총과 전국연합, 그리고 진보정치연합 주요하게는 이 세 조직을 중심으로 하되 폭넓게 그래서 국민승리21에는 뭐 오세철 교수나 김세균 교수 같은 (중략) 좌파 지식인들도 참여를 했고 그 다음에 장기표 씨도 초기에는 참여를 했었습니다. 국민승리21 대통령 선거까지는 참여했고요. 그리고 거기서 권영길 위원장을 이제 대통령 후보로 추대를 해서 선거를 치렀던 거죠. | ” |

국민승리21은 민주노총 권영길 위원장을 후보로 내세우고 대통령 선거를 치른다. 306,026표(득표율, 1.19%)를 득표하였다. 1992년 대통령선거에서 백기완이 받았던 238,648표(득표율, 1.0%) 보다는 높지만 기대에 미치지 못한 결과였다. 그러나 국민승리21은 포기 하지 않고 진보정당 건설을 추진하기로 했다.
| “ | 국민승리21은 일단 대통령선거를 통해서 독자적인 목소리를 내고 그걸 바탕으로 해서 정당작업에 들어가는 것이기 때문에 1998년부터 진보정당 건설을 위한 원탁회의를 저희들이 제안해서 원탁회의를 만들었고 진보정당 창당추진위원회를 98년 하반기에 만들었습니다. 그리고 이제 99년도에는 이른바 민주노동당 창당준비위원회를 결성하고 2000년 1월 30일 날 민주노동당을 창당하게 된 것이죠. | ” |

민주노총은 대선 패배 이후 국민승리21에 대한 지원을 할 수 없었고, 전국연합은 공식적으로 국민승리21에서 철수할 것을 결의했다. 그러나 1987년, 1992년과 달리 국민승리21은 포기 하지 않고 진보정당을 건설을 계속하기로 다짐했다. 국민승리21은 1998년 6월 4일 제2회 전국동시지방선거에서 23명의 당선자를 내며 반전의 기반을 마련하게 된다. 국민승리21은 충분히 준비와 논의가 이루어지지 않은 상태에서 대통령 선거에 대응했기 때문에 여러 가지 문제를 드러냈다. 그러나 국민승리21은 이후 민주노동당이라는 진보정당을 탄생시키는 토대가 되었다는 점에서 중요한 조직이다.

#### 민주노동당 활동
국민승리21은 1999년 8월 29일 (가칭)민주노동당 창당준비위원회를 발족시켰다. 창당준비위원회는 권영길, 양연수, 이갑용을 공동대표로 추대하고 본격적인 창당 작업을 시작했다. 노회찬은 정치개혁추진위원장을 맡았다. 민주노동당은 2000년 1월 30일 창당했다. 노회찬은 민주노동당의 초대 부대표를 맡았다. 노회찬은 대한민국 제16대 국회의원 선거, 제3회 전국동시지방선거, 대한민국 제17대 국회의원 선거에서 선대본부장을 맡아 민주노동당의 대부분의 선거를 지휘했다. 민주노동당은 2000년 제16대 총선에서 1.18%의 저조한 득표를 기록했지만, 울산 등 노동자 밀집 지역에서 가능성을 보여주었다. 2002년 지방선거에서는 기초단체장 2, 광역의원 11명 (비례 9명 포함) 당선, 정당득표에서 8.13% 득표를 올리는 성과를 거두었다. 노회찬은 2002년 3월 민주노동당 정기당대회에서 사무총장에 선출되었다. 노회찬은 17대 총선에서 국회의원에 당선되기 전까지 당의 사무총장으로 재직했다.
2004년 17대 총선에서 노회찬은 비례대표로 출마했다. 비례대표 순위를 뽑는 당내 선거에서 노회찬은 일반명부 4위를 기록해 8번째 비례대표 후보가 되었다. 노회찬은 비례대표로 출마한 제17대 총선에서 자유민주연합이 지역구에서 4석에 그치고 정당득표율이 3%에 미달해 비례대표를 배정받지 못하면서 10선에 도전한 김종필을 물리치고 국회의원이 되어 3김시대의 막을 내렸다.
노회찬은 2004년 총선에서 선대본부장을 맡아 선거를 지휘하는 동안 《선대본 일기》를 썼다. 이 일기는 "노회찬의 난중일기"로 유명세를 얻었고 《힘내라 진달래》라는 제목의 책으로 묶여 졌다. 《힘내라 진달래》는 2004년 11월 3일 제 13회 전태일 문학상을 수상했다.

### 정치 활동

#### 17대 국회의원
노회찬은 17대 국회에서 법제사법위원회 예산결산특별위원회에 배치되었다. 노회찬은 2004년 국정감사에서 피감기관이 뽑은 베스트 의원에 선정되었다. 2007년 12월 9일 언론사 정치부 기자들이 선정하는 백봉신사상에서 신사적인 의원 베스트 10에 뽑혔다.
이외에도 2005년 여성이 뽑은 여성친화적인 남성의원 1위, 2006년 카드포인트 정치후원금 1위,2006년 진보지식인 대상 설문조사 대권후보 2위, 2005년 시민운동가가 뽑은 최우수 의정활동 1위, 2005년 PD들이 뽑은 베스트 의원 1위에 뽑혔다. 여성단체 호주제폐지 감사패, 한글을 빛낸 큰 별, 무지개 인권상, 장애인 차별금지법 감사패, 동남아 쓰나미 국회의원 우수외교상, 조선왕조실록 환수추진으로 불교계 감사패 등을 수상했다.
노회찬은 삼성그룹으로부터 떡값을 받아온 검사 7인을 공개한 이른바 "삼성 X파일"을 폭로했다. 또한 카드가맹점 수수료 인하운동, 비정규직 노동자의 처우 개선, 학교급식 직영화, 일반병원까지 6세미만 어린이의 예방접종 무료, 아토피걱정 제로 프로젝트, 지역복지재정 확충을 위한 법 개정 추진, 아파트 분양원가 공개 추진, 장애인 차별금지법 제정, 전월세 세입자 보호법 추진등을 했다.
제 17대 국회 (2004-2008) 4년 임기동안 총 467건의 의안을 발의하였다. 이중 1인발의한 의안은 총 0건이며 본회의에서 가결된 의안은 총 31건이다.

##### 삼성 X파일 사건
MBC 이상호 기자가 2005년 7월 22일 방송을 통해 삼성 X파일을 공개했다. X파일은 1997년 대선 과정에서 안기부가 당시 삼성그룹 이학수 부회장과 중앙일보 홍석현 사장의 대화를 도청한 녹음테잎과 이를 분석한 안기부의 보고서를 말한다. X파일에는 1997년 4월부터 10월까지 시시각각 변해가는 당시 정국을 반영한 삼성측의 전방위 로비실태가 담겨있던 것으로 전국민에게 큰 충격을 주었다. X파일에는 삼성이 이회창 한나라당 후보에게 엄청난 뇌물을 건냈으며, 최고위급 검찰 간부들에게 명절대마다 1천만원에서 5백만원의 떡값을 뿌리며 검찰 인맥을 관리했다는 내용등이 포함되어있었다.
그러나 방송에서 뇌물을 받은 검찰들의 실명은 공개되지 않았다. 노회찬은 안기부 X파일을 입수 한 뒤, 2005년 8월 18일 국회 법사위 회의에 앞서 배포한 '안기부 X파일' 관련 보도자료를 통해 옛 안기부 불법 도청테이프에서 삼성그룹의 뇌물을 받은 것으로 언급된 전·현직 검사 7명의 실명을 공개했다. 그러나 검찰은 불법으로 금품을 수수한 고위 검사들을 처벌하지 않고 노회찬의원과 MBC 이상호 기자를 '명예훼손'과 '통신비밀보호법' 위반 혐의로 기소했다.
노회찬은 1심에서 징역 6개월 자격정지 1년을 선고 받았다. 그러나 2009년 12월 4일 열린 서울중앙지법 형사항소8부(부장판사 이민영) 2심 선고공판에서 원심을 깨고 무죄 판결을 받았다. 이에 대해 노회찬은 "어둡고 긴 터널을 벗어난 느낌"이라며 "사필귀정"이라고 소회를 밝혔다. "오늘 판결은 삼성 X파일이 아직 끝나지 않았다는 사실을 입증해 주는 것"이라며 "이 문제와 관련이 있었던 삼성 관계자, 중앙일보 관계자, 전 현직 검찰, 검경언권 모든 주체들이 삼성 X파일의 진실을 밝혀야 한다"고 주장했다. 그는 "이 사건의 나머지 300여개 녹취 테잎이 아직 서울중앙지검에 남아 있다"면서 "이 문제의 진실이 밝혀지지 않을 경우 유사한 사건이 계속 이어질 가능성이 있다."고 말했다.

#### 대선과 진보신당 창당

진보신당 창당대회

노회찬은 2007년 대선에서 민주노동당의 대선후보 출마를 결정하고 대선 레이스에 참가했다. 노회찬은 "제7공화국 건설운동"을 주제로 당내 경선에 뛰어들었다. 노회찬은 대선 후보 지지를 묻는 여론조사에서 다른 두 후보(권영길, 심상정)보다 높은 인지도와 지지율을 보였지만, 자주파가 다수인 당내에서 조직력은 높지 않았다. 결국 노회찬은 당내 경선에서 패배한다. 노회찬은 경선 패배후 심상정 후보를 지지했다. 대선 전부터 민주노동당이 가지고 있었던 정파간의 갈등은 대선후보 경선을 거치며 더욱 첨예하게 드러났다. 결국 권영길 후보가 2002년 대선(3.9%) 보다 낮은 3.0%의 지지를 얻고 대선을 참패했다. 대선 실패에 대한 책임 공방이 시작되었다. 당 지도부는 위기를 돌파하기 위해 심상정 비대위를 출범 시켰다. 그러나 2008년 2월 3일 열린 민주노동당 대의원대회에서 심상정 비대위가 제시한 혁신안이 부결되면서 자주파와 평등파의 동거는 사실상 실패로 끝나게 되었다. 노회찬은 심상정과 함께 민주노동당을 탈당하고 진보신당을 창당을 준비했다. 2008년 3월 16일 진보신당이 창당되었다. 노회찬은 심상정, 이덕우, 박김영희, 김석준과 함께 공동대표에 취임했다.

18대 국회의원 총선거 노원구 병 국회의원에 출마한 노회찬 후보가 선거 운동을 하고 있다. 옆에는 이금희다.

노회찬은 진보신당 창당 직후인 2008년 18대 국회의원 총선거에 노원구 병 국회의원 후보로 출마했다. 노회찬은 여론조사에서 줄곧 한나라당의 홍정욱 후보에게 앞서, 지역구 당선 가능성이 점쳐지기도 했다. 하지만 민주당 김성환 후보가 13,036표(득표율 16.26%)를 들고 가는 바람에 결국 3.05%(2,343표) 차이로 석패한다. 하지만 노회찬의 선전은 진보 정당의 후보로서 서울에서 상당한 득표를 했다는 점에서 진보정당의 가능성을 보여주었다는 평가가 있다. 또한, 의석이 없는 다른 소규모 정당과는 달리 정당 지지율 2%를 넘겼기에 정당등록취소를 면할 수 있었으며, 정부의 정당보조금도 일부분 받을 수 있었다.
| 2위 대 1위                 | 출마지역             | 득표율        | 득표수(명)       |
| -------------------------- | -------------------- | ------------- | ---------------- |
| 노회찬 대 홍정욱(한나라당) | 서울특별시 노원구 병 | 40.05% 43.10% | 32,111 vs 34,454 |

18대 총선 이후 노회찬의 패배를 아쉬워 하는, 이른바 지못미(지켜주지 못해 미안해의 줄임말) 당원의 증가가 크게 이어졌다. 노회찬은 총선에서 패배했지만 더 많은 지지자와 당세를 확보하게 되었다.

#### 촛불시위
총선 이후 진보신당은 내부적으로는 총선용으로 만들어진 정당을 재창당하여 본격적인 틀을 잡아야 한다는 목소리가 높아졌다. 중앙당 측은 당 홈페이지를 통해 재창당에 대한 일반당원들의 의견을 물었으며 이런 작업의 일환으로 지난 2008년 5월 16일에는 재창당에 대한 평당원 토론회를 진행하였다. 그러나 미국산 쇠고기 수입 문제로 인해 광장에 나간 시민들을 당 차원에서 본격적으로 지원하기 시작하면서 재창당 논의는 잠시 중단되었다. 노회찬은 촛불시위 초기부터 활발하게 참여했다. '진보신당 칼라TV'에 리포터로 자주 참여하기도 했다. 또한 촛불시위 초기 시위 배후에 대한 보수진영의 공격이 이어지자 "촛불시위의 배후가 있다면 이명박 정부"라며 "이명박 정부의 잘못된 협상 때문에 건강을 걱정하는 국민들이 순수하게 모여서 시정을 요구하고 있는 것"이라고 말했다.
진보신당은 촛불시위를 지원하기 위해 '진보신당 칼라TV' 방송 이외에도 연행자 면회 및 경찰서 항의 방문, 연행 과정에서 벌어지는 행위들에 대한 법률적 자문, 중간에 참여하고자 하는 시민들을 위한 중앙당 상황실 개설 등의 활동을 했다. 진보신당의 촛불시위는 총선 이후 지못미 효과와 이어져 당원수의 증가로 이어졌다.

#### 제2창당과 진보신당 대표 취임
촛불시위가 사그라들며 당 내부에서는 미뤄둔 '제2창당' 작업에 본격적으로 착수하자는 의견이 나타났다. 이와 관련하여 2008년 9월부터 당내의 의견을 모으기 위해 지역별 순회 토론회를 진행하였다. 토론회에서는 현재 진보신당이 내걸고 있는 '4대 가치'인 평등, 생태, 평화, 연대로는 이념지향을 드러내기 힘들며 사회주의, 사회민주주의, 반자본주의, 반제국주의, 사회주의와 사회민주주의의 통합, 생태주의, 여성주의의 복수(複數)의 이념 등을 가치에 포함해야 한다는 의견이 있었다.
이를 바탕으로 2009년 3월 1일에 용산 구민회관에서 열린 첫 정기당대회 1차 대회에서는 현행 공동대표 체제를 임기 2년의 단독대표 체제로 전환하는 조직개편과 당명변경, 당 강령 개정, 재보궐선거 예비후보 선출 등이 결의되었다. 정기당대회 1차 대회의 결의에 따라 3월 23일부터 3월 27일까지 닷새간 당원투표를 실시했고, 그 결과가 3월 29일에 송파 구민회관에서 열린 정기당대회 2차 대회에서 발표되었다. 심상정과 당 대표 경선이 예상됐지만 심상정의 불출마로 단독 출마해서 29일 열린 2차 당대회에서 전 당원을 대상으로 한 직접투표에서 투표율 58.7%에 97.9%의 찬성을 받아 당 대표로 선출되었다.
노회찬은 진보신당 대표로 취임하여 "서민복지동맹"을 제안하고, 진보신당의 정책 상품을 개발하여 정책정당으로 거듭나겠다고 선언했다.
| “ | 노동의 정치를 바로 세워 자본의 정치가 독점해온 정치의 역사를 청산하고, 이를 위해 서민 중심형 복지동맹으로 노동의 정치를 강화하겠다. | ” |

2009년 4월 29일 국회의원 재보선 선거에서 울산 북구의 조승수 후보가 당선되면서 진보신당은 원외정당에서 원내정당으로 진입하게 되었다.

#### 서울시장 출마
노회찬은 2009년 11월 29일 진보신당의 서울시장 후보로 출마할 것을 선언했고. 2010년 1월 31일 2010년 지방선거 출마후보를 결정하는 서울시당 후보선출 대회에서 서울시장 후보로 선출되었다. 노회찬은 "엄마와 아이가 행복한 서울"을 모토로 콘크리트 서울이 아닌, 보편적 복지정책을 펼치는 도시를 만들것을 주장했다.
| “ | (전략) 사람들의 인정이 사라진 자리에 콘크리트와 생존경쟁만이 남았기 때문입니다. 뉴타운이 갈라놓은 동네주민들, 용산의 철거민들은 콘크리트와 생존경쟁이 남겨놓은 오늘날 서울의 슬픈 자화상입니다. 이렇게 서울 시민들은 삶의 질을 고민하는데, 서울 시장은 서울의 겉모습에만 열중해서야 되겠습니까? 아이는 학원비 걱정하고, 노부모는 병원비 걱정하고 있는데, 코나 높이는 성형수술 하겠다는 것이 지금의 오세훈 서울 시장 아닙니까. 이제 바뀌어야 합니다. 이제 서울에는 완전히 다른 것이 필요합니다. 그것은 시민들의 삶의 여유입니다. 시민들의 삶에서 걱정과 근심을 걷어내는 것입니다. 시민들에게 보편적 복지와 더 좋은 일자리를 만들어 드리겠습니다. 아이에게 복지를 엄마에게 일자리를, 아이와 엄마로부터 시작해서 모두가 행복한 도시 서울. 이것이 제가 만들고자 하는 변하는 서울입니다. | ” |

선거가 끝난 후 3.3%를 득표하는 데 그쳐 서울시장이 되지는 못하였다. 이에 민주당 지지자들은 노회찬이 민주당 한명숙 후보와 단일화하였다면 당선되었을 것이라고 비판했지만,제18회 국회의원 선거 시절 노회찬은 홍정욱과 벌였던 선거에서 민주당으로 갈린 표 때문에 졌어도 민주당 후보를 탓한 적이 없었다. 6월 3일부터 6월 5일까지 선거 과정에서 국민참여당-민주노동당 연합에 협조하지 않았다는 이유로 엉뚱하게 노회찬에게 원망의 화살이 돌려지기도 했다. 선거가 끝나고 화살을 맞을대로 다 맞은 한참 후에 노회찬은 나꼼수 팟캐스트에서 한명숙쪽에서 단일화에 대한 어떠한 접촉도 없었다고 밝혔다.

#### 대표직 사퇴와 탈당
노회찬 전 대표는 2010년 진보신당 대의원 회의의 결정으로 진행된 새로운 당 대표단 선거에서 조승수 의원이 3대 대표로 선출되면서 진보신당 대표에서 물러났다.당시 노회찬 전 대표는 모든 당원들에게 문자메시지를 보내어 진보신당 대표로서의 마지막 감사인사를 하였다.
2011년 진보신당과 민주노동당의 통합이 논의되었다. 하지만 이른바 종북주의 문제로 인하여 진보신당과 민주노동당의 논의가 결렬이 되었다. 또한 진보신당 대의원 대회에서 통합에 대한 안건이 상정되었으나, 부결되었다. 이에 노회찬은 심상정, 조승수 등과 함께 당을 탈당해 '새진보정치연대'라는 조직을 만들었고, 새진보연대와 국민참여당, 민주노동당이 3당 합당을 함으로써 통합진보당이 창당되었다. 창당 이후 노회찬은 당 대변인으로 선임되었다.

#### 총선 승리와 의원직 상실
2012년 4월 11일 대한민국 제19대 국회의원 선거에서 서울 노원구 병 선거구에 출마하여 57% 득표율로 당선되었다.
2013년 2월 14일 대법원은 이른바 '안기부 X파일'을 입수해 삼성으로부터 떡값을 받은 검사들의 실명을 공개해 통신비밀보호법 위반 혐의로 기소된 노회찬 공동대표에 대해 상고를 기각, 징역 4월(집행유예 1년)과 자격정지 1년을 형을 확정했다. 노회찬 전 의원은 2005년 8월, 삼성그룹으로부터 '떡값'을 받은 것으로 보이는 검사 7인의 이름이 담긴 이른바 '삼성 X파일'을 인터넷에 올렸다. 대법원의 유죄 선고 논리는, 'X파일'에 실린 검사들의 이름을 보도자료를 통해 기자들에게 배포하는 것은 면책 특권에 해당하지만, 인터넷을 통해 일반 국민들에게 알게 하는 것은 불법이라고 규정하는 통신비밀보호법에 근거하여 판결했다.
| “ | 국민 누구나 스마트폰을 사용하는 1인 미디어 시대에 보도자료를 언론사에 배포하면 면책특권이 적용되고 인터넷을 통해 일반 국민에게 공개하면 의원직 박탈이라는 시대착오적 궤변으로 대법원은 과연 누구의 이익을 보호하고 있는가. 뇌물을 줄 것을 지시한 재벌그룹 회장, 뇌물수수를 모의한 간부들, 뇌물을 전달한 사람, 뇌물을 받은 떡값 검사들이 모두 억울한 피해자들이고 이들에 대한 수사를 촉구한 저는 의원직을 상실한 만한 죄를 저지른 가해자라는 판결이라며 이는 폐암환자를 수술한다더니 암 걸린 폐는 그냥 두고 멀쩡한 위를 들어낸 의료사고와 무엇이 다른가. 국내 최대의 재벌회장이 대선후보에게 거액의 불법정치자금을 건넨 사건이 '공공의 비상한 관심사'가 아니라는 대법원의 해괴망칙한 판단을 나는 결코 받아들일 수 없다. 지금 한국의 사법부에 정의가 있는가, 양심이 있는가, 사법부는 무엇을 위해, 누구를 위해 존재하는가라고 묻고 싶다. | ” |

불법 도청·감청 행위와 이를 공개한 행위를 동일하게 처벌하도록 한 통신비밀법 위반의 경우 벌금형 없이 무조건 실형에 처하도록 하고 있는데 현역 의원의 경우 통비법 위반 유죄가 인정되면 무조건 의원직을 박탈당하므로 지나치게 과도한 처벌이란 비판이다. 2013년 2월 4일 여야 의원 159명이 벌금형을 부과할 수 있는 통비법 개정안을 제출하고 대법원에 선고연기를 요청하는 탄원서를 제출했지만 받아들여지지 않았고, 과반수의 국회의원들이 법 개정을 추진하고 있어 입법 통과가 분명한데 판결을 강행한 것은 오히려 법이 바뀔까봐 한사람을 표적으로 처벌하기 위해 서둘러 재판했다는 의혹이 있다. 또한, 도청된 대화 내용에는 떡값검사 7명의 실명이 들어있지 않았기 때문에 통신비밀보호법 위반도 적용되지 않는다는 주장이다. 노회찬은 "유죄판결 받은 통신비밀보호법은 불법 도청된 내용을 공개하면 안 된다는 것인데 떡값검사 7명의 실명은 도청된 내용에 안 나와 있다"며 "다른 언론에서 공개한 이니셜로 추론한 것인데 사실이 아니라면 그 점을 처벌해야지 도청된 내용 공개로 처벌하는 것은 앞뒤가 맞지 않는다"고 밝혔다. 판사 출신인 서기호 의원은 "통신비밀보호법의 취지는 국민의 사생활을 보호하려는 것이지 재벌이 검사들에게 떡값을 주는 범죄까지 보호하려는 것이 아니다"고 비난했고, 새누리당 이재오 의원도 "대법원 판결을 접하고 참으로 답답하다. 국회의원이 권력형 비리를 고발하지 않는다면 이 땅에 권력형 부패를 어떻게 청산할까"라는 심경을 밝히기도 했다. 민변은 "노회찬 의원이 공개한 것은 삼성이라는 거대 재벌이 검찰을 돈으로 관리하려고 모의하는 대화내용이었으며, 그 대화에 거론된 검사들의 명단이었다. 공개한 내용에 보호돼야 할 사생활은 전혀 없으며, 오로지 재벌이 돈으로 검찰을 관리하려는 내용뿐이었다. 대법원은 이번 판결을 통해 공적 영역에서조차 표현의 자유, 국민의 알 권리가 아닌 권력집단의 손을 들어 주는 씻을 수 없는 과오를 범했다"며 규탄했다. . 2013년 2월 13일, 2005년 '삼성 X파일 사건'의 특별수사팀의 지휘를 맡았던 황교안 당시 서울중앙지검 2차장이 박근혜 정부의 법무부 장관 후보로 지명됐다. 두 사람은 경기고 72회 동기(1976년 졸업)다.
황교안 법무법인 태평양 변호사 대해서 그는 "과거 안기부 X파일 사건을 덮는 걸 주도한 사람이 지금 검찰 개혁을 지휘해야 할 법무부 수장으로 지명이 됐다. 같은 시각, 검찰 개혁을 촉구하면서 검찰을 수사해야 한다고 촉구한 나는 국회를 떠나게 됐다"며 부당한 현실을 꼬집었다. 2005년 당시 황교안 중앙지검2차장이 진두지휘한 X 파일 사건 수사팀은 '삼성·떡값 검사 전원 무죄(불기소), 이상호 <문화방송> 기자와 김연광 <월간조선> 편집장과 노회찬의원을 통신비밀보호법 위반 혐의로 불구속 기소' 결정 내린 바 있다. 아직도 서울중앙지검에는 당시에 압수되었던 280여 개의 안기부 X파일이 비공개로 남아 있다.
| “ | 저는 오늘 대법원의 판결로 10개월만에 국회의원직을 내려놓고 다시 광야에 서게 되었습니다. 안기부 X파일 사건으로 대법원 판결을 앞두고 있다는 사실을 잘 알고서도 뜨거운 지지로 당선시켜 주신 노원구 상계동 유권자들께 죄송하고 또 죄송할 뿐입니다. 그러나 8년 전 그날 그 순간이 다시 온다 하더라도 저는 똑같이 행동할 것입니다. 국민들이 저를 국회의원으로 선출한 것은 바로 그런 거대 권력의 비리에 맞서 이 땅의 정의를 바로 세우라는 뜻이었기 때문입니다. 오늘의 대법원 판결은 최종심이 아닙니다. 국민의 심판, 역사의 판결이 아직 남아 있습니다. 오늘 대법원은 저에게 유죄를 선고하였지만 국민의 심판대 앞에선 대법원이 뇌물을 주고받은 자들과 함께 피고석에 서게 될 것입니다. 법 앞에 만명만 평등한 오늘의 사법부에 정의가 바로 설 때 한국의 민주주의도 비로소 완성될 것입니다. 그 날을 앞당기기 위해 오늘 국회를 떠납니다. 다시 국민 속으로 들어가겠습니다. | ” |

#### 노회찬 '안철수 노원병 출마' 반대의사 표명
2013년 3월 4일 노회찬 진보정의당 공동대표는 안철수 전 서울대 교수가 2013. 4·24 보궐선거에서 자신의 지역구였던 노원병에 출마하기로 한 데 대해 반대 의사를 밝혔다. 2013년 3월 3일 안철수 전 교수와의 통화에 대해 "판결에 관해 위로의 얘기를 했고 서로 덕담을 주고받은 짧은 통화였다. 어디에 누가 출마하든가는 본인이 알아서 할 문제일 수 있으나 나중에 알고 보니까 기자회견을 잡아놓고 1시간 반 전에 저한테 전화해서 그냥 간단한 통화한 뒤에 마치 양해를 구한 것처럼 이렇게 뭐 각본을 짜 맞추듯이 이렇게 하는 것은 새 정치가 아니지 않느냐, 저희들로선 하고 싶지 않은 구태정치다" 라고 비판했다.
| “ | 안 교수가 출마한다면 그 야권후보 들 중에 가장 경쟁력 있는 후보인데 그럼 가장 어려운 곳에 나갈 수도 있는 것 아닌가. 4·24 재보궐 선거에 야권후보들 중 가장 경쟁력이 있는 안 교수가 야권이 의석을 쉽게 확보할 수 있는 지역으로 출마하면 야권 의석을 늘이는 데는 기여하지 못하는 게 됩니다. 가난한 집 가장이 밖에 나가서 돈을 벌어올 생각을 해야지 왜 집안 식구들 먹는 걸 뺏으려고 합니까? | ” |

 진보정의당은 "안 전 교수가 국민의 뜻을 수렴하고자 정치복귀를 하는 것은 환영하지만, 그 첫 번째 무대가 노원 병이라는 것은 매우 유감이다. 대선 후보를 지낸 소위 거물급 정치인이 진보정치인에 대한 탄압의 결과물인 재보궐 지역에 출마를 한다는 것이 삼성이 동네빵집을 내는 것과 무엇이 다른가" 라고 논평했다.

#### 보궐선거와 20대 총선
노회찬은 2014년 7월 30일에 치러진 국회의원 보궐선거에 정의당 후보로 출마하였다. 선거과정에서 새정치민주연합의 기동민 후보와 단일화하여 사실상 야권단일후보로 선거에 나섰다. 출마한 선거구는 서울시 동작구 을이였다. 하지만 48.69%의 득표율을 올렸으나 2위에 그쳐 패배하였다. 1위는 나경원이었고, 노회찬과 표차이는 928표였다.
2016년에 있었던 제20대 총선에서는 서울 노원구 병과 경남 창원 성산 중 어느 지역구에 출마할지 고민한 것으로 알려졌다. 서울 노원병은 자신의 옛 지역구이자 안철수 의원의 지역구이며, 경남 창원 성산은 제조업이 발달해 있고 노조 조직률이 높은 지역이다. 심상정 정의당 대표는 창원 성산 출마를 권유하였고, 노 후보는 성산 출마를 결정했다. 여론조사에서 노회찬 후보는 더불어민주당 허성무 후보를 이기고 야권 단일후보로 선출되었다. 노 후보는 당선되어 3선에 성공하였다.
2016년부터 계속 원내대표를 하였다. 2018년 6월 재선출되어 3연임을 하게 되었다.
20대 국회에서 노 의원은 특수활동비 폐지를 주장했다. "내년 예산 편성 때 국회 특수활동비를 제외해야 하고, 올해 예산에서 남은 특수활동비는 각 정당이 매달 사용 내역을 공개해야 한다"고 발언하였고, 국회 특수활동비 폐지를 골자로 하는 국회법 개정안을 대표 발의했다. 이 기조에 따라 정의당은 현재까지도 계속 특활비 폐지를 추진하고 있으며, 노 전 원내대표 몫으로 지급된 2018년 7월 특활비는 사용하지 않았다.
2018년 7월부터는 JTBC <썰전>에 고정 게스트로 출연하게 되었다.

### 사망
2016년 3월 두 차례에 걸쳐 경공모로부터 모두 4천만원을 받았다. 어떤 청탁도 없었고 대가를 약속한 바도 없었다. 나중에 알았지만, 다수 회원들의 자발적 모금이었기에 마땅히 정상적인 후원절차를 밟아야 했다. 그러나 그러지 않았다. 누굴 원망하랴. 참으로 어리석은 선택이었으며 부끄러운 판단이었다. 책임을 져야 한다. 무엇보다 어렵게 여기까지 온 당의 앞길에 큰 누를 끼쳤다. 이정미 대표와 사랑하는 당원들 앞에 얼굴을 들 수 없다. 정의당과 나를 아껴주신 많은 분들께도 죄송할 따름이다.

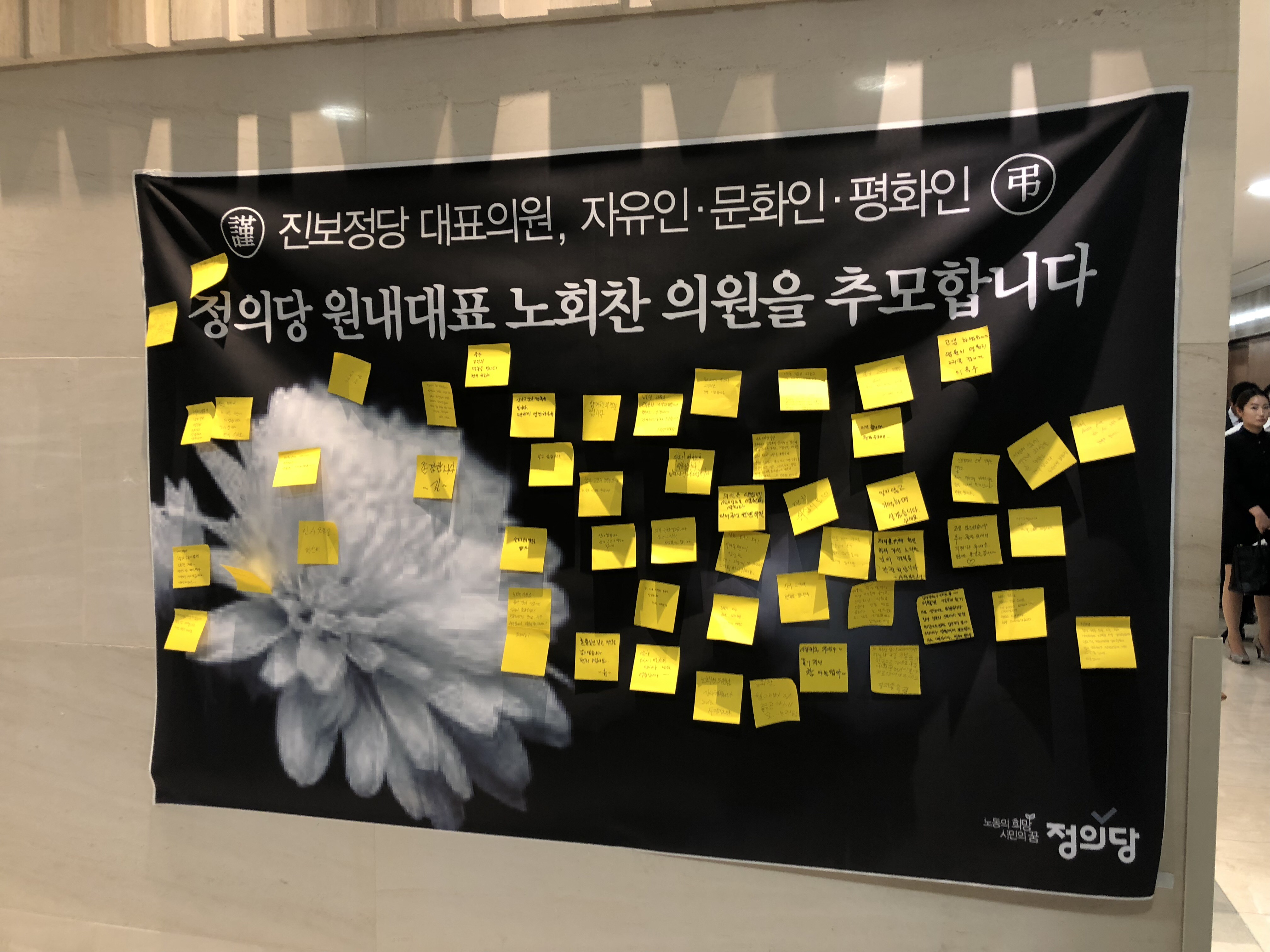
2018년 서울에서 정의당장으로 치러진 노회찬의 장례식

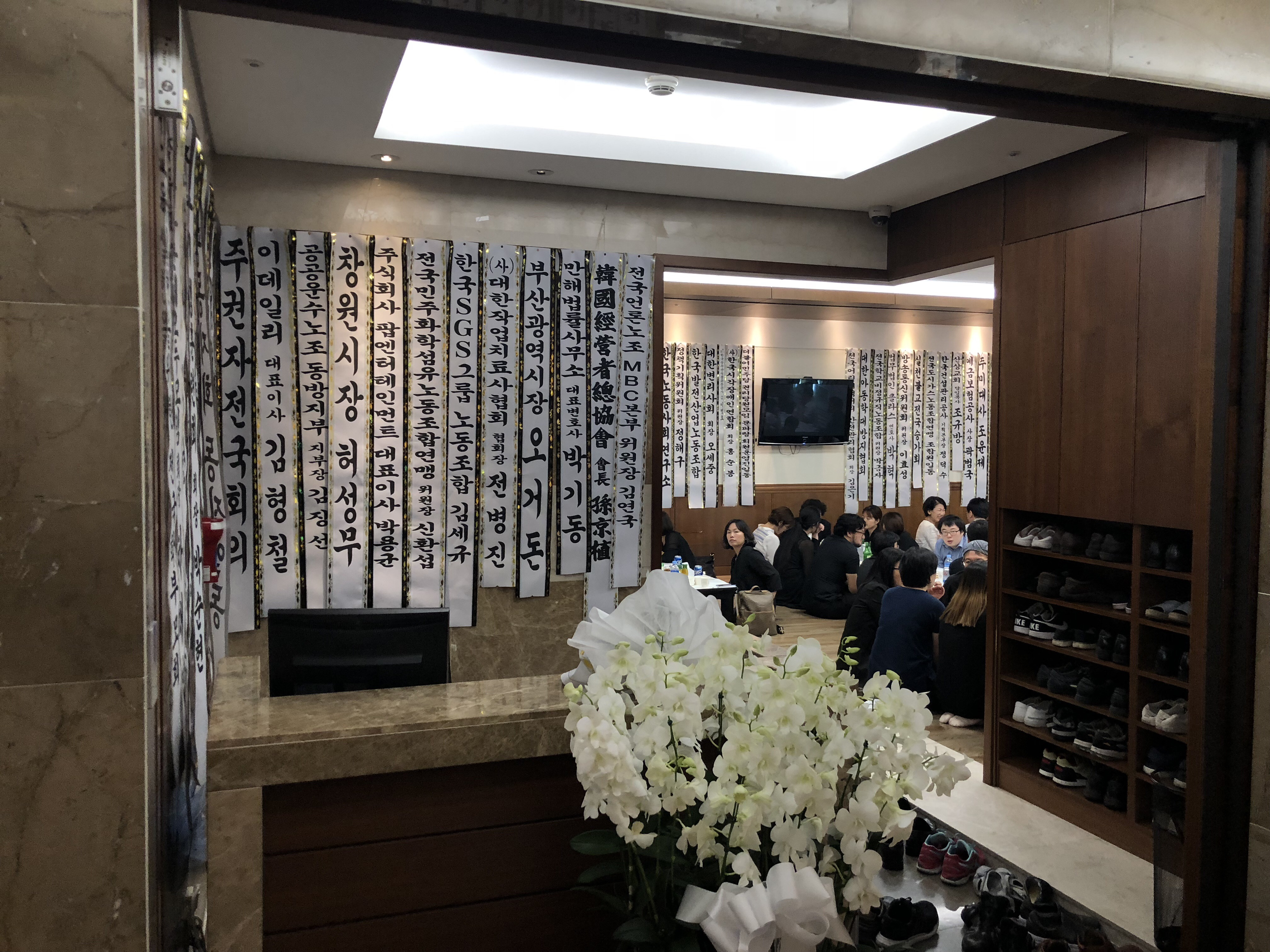
2018년 노회찬 장례식의 빈소

잘못이 크고 책임이 무겁다. 법정형으로도 당의 징계로도 부족하다. 사랑하는 당원들에게 마지막으로 당부한다. 나는 여기서 멈추지만 당은 당당히 앞으로 나아가길 바란다.

국민 여러분! 죄송합니다. 모든 허물은 제 탓이니 저를 벌하여 주시고, 정의당은 계속 아껴주시길 당부드립니다.— 노회찬 전 원내대표가 정의당에 보낸 유서

드루킹으로부터 불법 정치자금을 수수한 의혹을 받았고, 2018년 7월 23일 노 의원은 동생 부부가 사는 아파트에서 투신 자살하였다. 경찰에 따르면 이날 오전 9시 38분쯤 서울 중구 신당동 N아파트 1층 현관 앞에서 노 원내대표가 쓰러져 있는 것을 아파트 경비원이 발견해 경찰에 신고했다. 투신장소로 보이는 아파트 17~18층 사이 계단에는 노 원내대표 외투, 신분증이 든 지갑, 정의당 명함, 유서 3통이 발견되었다고 한다. 유서에는 "드루킹 측으로부터 돈을 받은 사실이 있다. 하지만 청탁과는 관련이 없다", "가족에게 미안하다"라는 내용이 적혀 있었다. 유서 3통 중 가족에게 보낸 2통은 유가족 의사를 따라 공개하지 않았으며, 정의당에 보낸 1통(상단 인용문)만 공개했다.
같은 노동운동가 출신인 김성태 자유한국당 원내대표는 "늘 노동현장에서 소외되고 어려움에 처한 노동자들의 애환과 고충을 대변하고자 했던 진정성이 어떻게 비통한 죽음으로 고하는지 말문을 잇지 못하겠다"라며 애도를 표했다. 백혜련 더불어민주당 대변인은 "노회찬 의원이 지향했던 진보와 민주주의 가치들은 후배 정치인들이 그 뜻을 이어받을 것"이라며 애도의 뜻을 표했다. 문재인 대통령은 이날 예정된 SNS 생방송을 취소했다. 빈소가 마련된 세브란스병원 장례식장에는 여야 정치인들과 노 의원이 출연했던 <썰전> 출연자들, 일반 시민이 조문하였다. 반면 홍준표 전 자유한국당 대표는 "잘못을 했으면 그에 상응하는 벌을 받아들여야 하는 것이지 그것을 회피하기 위해서 자살을 택한다는 것은 또다른 책임 회피에 불과하다"라고 말해서 논란이 되었다.
정의당은 노 원내대표의 유가족과 상의하여, 장례 형식은 정의당장(葬)으로 5일장으로 치르기로 했다. 장례위원회 상임위원장은 이정미 대표가 맡기로 했다. 이후 문희상 국회의장의 제안으로 7월 23~25일 3일간은 정의당장으로 치르고, 26~27일 이틀간은 국회장으로 승격해 치르는 것으로 결정되었다.
7월 27일 오전 9시 세브란스병원에서 발인이 치러졌다. 발인에는 이정미 정의당 대표와 심상정 의원, 유시민 작가, 강기갑, 천호선 전 의원 등이 참석하였다. 발인식에서 이정미 대표와 심상정 의원은 오열했고, 유시민 작가는 마지막 목례를 올리며 예의를 표했다. 영정은 이 후 국회의사당으로 옮겨져 10시부터 영결식이 진행되었으며, 개식-묵념-약력보고-국회의장 추도사-이정미 대표 추도사- 심상정 의원 추도사-유가족 인사-헌화- 퇴장의 순이었다. 이정미 대표는 "노회찬의 정신은 정의당의 정신이 될 것이다" 라며 당의 미래를 결의했고 심상정 의원은 "노회찬 나의 사랑하는 동지, 영원한 동지여" 라고 부르짖으며 오열하였다. 노 전 의원의 조카 노선덕 씨는 유족 인사말에서 "무슨 길을 선택해야 할 지 모른다면 가장 어려운 길을 선택하라"라는 큰아버지의 뜻을 받들겠다고 밝혔다. 영결식 이 후 영정은 노회찬 의원의 사무실인 국회의원회관 510호와 정의당 당사, 국회 건물 등을 둘러본 뒤 오전 11시 30분 국회의사당을 떠났다. 국회의원회관 밖에는 시민들이 모여 "잘가세요" 라고 외치며 노란 꽃과 비행기를 던졌다. 이 날 국회는 조기를 계양하였다.
오후 1시 노 의원의 영정은 서울 서초구 원지동 서울추모공원에 도착하였고 화장은 예정보다 5분 늦게 진행되었다. 운구는 여영국 창원 시의원 등이 진행했고 이정미 대표와 심상정 의원 및 조문객들은 오열하였고, 부인 김지선 전 정의당 고문은 부축을 받으며 나가기도 했다. 2시 30분 화장이 종료된 후 유골은 노 의원의 사위 손에 들려 서울추모공원을 빠져나왔다. 오후 4시부터 장지인 마석모란공원에서 하관식이 진행되었고 하관과 헌화 등의 순서가 이어진 뒤 참석자 전체가 임을 위한 행진곡을 합창하며 국회장의 모든 일정이 끝났고, 노 의원은 영면에 들어갔다.
한국갤럽 8월 1주차 여론조사에 의하면, 노 의원의 사망 이후 정의당의 지지율이 일시적으로 올라가 15%로 최고치를 기록하였고, 제1야당인 자유한국당의 지지율을 넘어선 적이 있다. 9월 9일 정의당은 노회찬재단 설립이 제안되었다고 밝혔다. 제안자는 권영길 · 심상정 · 이정미 등 전현직 진보정당 대표들, 이종걸 · 송영길 더불어민주당 의원, 유시민 작가 등 18명이다.
이후 2019년 4월 3일 그의 지역구인 창원 성산구에서 보궐선거가 치러졌고, 여영국 정의당 후보가 근소한 표차로 당선되었다. 선거 다음날 여영국 당선인은 당선증을 가지고 노회찬 의원의 묘소를 찾았다.

## 논란

### 전직 비서의 법무부 취업 특혜 의혹
자유한국당 김성태 원내대표와 김진태 의원 등이 노회찬 의원실의 전직 비서의 법무부 취업에 특혜 의혹을 제기한 바 있다. 이에 대해 노 의원은 "1%라도 채용에 개입한 사실이 드러나면 의원직을 내놓겠다"며 "강원랜드 부정채용 의혹 등 자유한국당 전·현직 의원들이 연관된 채용 부정청탁에 대한 물타기"라고 대응했다. 노 의원의 전 비서 역시 "노 원내대표 본인 또는 의원실 관계자 그 누구도 제가 법무부에 원서를 낸 사실을 알지 못했다"며 "적어도 채용비리 의혹을 받을 만큼 불성실한 경력을 갖고 있지는 않다고 생각한다"고 대응했다.

### 드루킹으로부터 정치자금 수수
더불어민주당원 댓글 조작 사건을 수사 중인 허익범 특별검사팀은 드루킹 일당이 노회찬 정의당 원내대표 측에 불법 정치자금을 전달한 정황을 포착하였다. 2018년 7월 23일 노회찬 의원은 아파트에서 투신해 사망하였다. 그는 유서에 "2016년 3월 두 차례에 걸쳐 경공모(경제적 공진화 모임)로부터 모두 4천만원을 받았다"며 "어떤 청탁도 없었고 대가를 약속한 바도 없었다", "참으로 어리석은 선택이었으며 부끄러운 판단이었다. 책임을 져야 한다"면서 "잘못이 크고 책임이 무겁다. 법정형으로도 당의 징계로도 부족하다"는 내용을 남겼다.

## 상훈
- 2018년 국민훈장 무궁화장

## 전과
- 국가보안법위반(기타): 징역 2년 6월, 자격정지 3년 - 1990년 6월 23일 선고, 1991년 5월 25일 특별감형, 1998년 8월 15일 특별복권[73]
- 도로교통법위반(음주운전): 벌금 100만원 - 2001년 4월 6일 선고[73]
- 통신비밀보호법위반, 명예훼손: 징역4월 집행유예1년, 자격정지1년 - 2011년 10월 28일 선고[73]

## 저서

### 주요 저서
- 《우리가 꿈꾸는 나라》, (창비, 2018년)
- 《진보의 재탄생》, (꾸리에, 2010년)
- 《나를 기소하라》, (정보와사람, 2008년)
- 《법은 만명한테만 평등하다》, (정보와사람, 2007년)
- 《힘내라 진달래》, (사회평론, 2004년)
- 《노회찬과 함께 읽는 조선왕조 실록》, (일빛, 2004년)-누리집에서 읽을 수 있음.
- 《정운영이 만난 우리시대 진보의 파수꾼 노회찬》, (랜덤하우스중앙, 2004년)
- 《지역감정과 정치발전》, (고려대 심포지움,1995년)
- 《산업별 노동조합과 한국노동조합운동》, (한국노동정책정보센터,1994년)
- 《민주노조운동과 전노협》, (거름, 1990년)
- 《87,88 정치위기와 노동운동》, (거름, 1989년)
- 《노동자와 노동절》, (석탑, 1983년)

### 공저
- 《당신은 바보 아니면 도둑》, (해피스토리, 2009년)
- 《내 인생을 바꾼 한 권의 책 2》, (리더스북, 2009년)
- 《10살에 꼭 만나야 할 100명의 직업인》, (조선북스, 2008년)
- 《열정바이러스》, (바른지식, 2008년)
- 《어머니》, (매일경제신문사, 2006년)
- 《신영복 함께 읽기》, (돌배게, 2006년)
- 《대한민국 50대의 힘》, (랜덤하우스코리아, 2006년)
- 《나의 고전 읽기》, (북섬, 2006년)
- 《벌거벗은 이력서》, (휘즈프레스, 2007년)
- 《7인 7색, 일곱개의 시선으로 바라보는 일곱 개의 세상》, (북라인, 2005년)
- 《살아있음이 행복해지는 편지 93통》, (랜덤하우스중앙, 2005년)
- 《우리가 이들에게 희망을 걸어도 좋은가》, (시와 사회, 2004년)
- 노회찬·구영식. 《대한민국 진보, 어디로 가는가?》. 비아북. 2014년. ISBN 9788993642889
- 노회찬·유시민·진중권. 《생각해봤어?》.웅진지식하우스. 2015년. ISBN 9788901203294

## 가족
- 아버지: 노인모
- 어머니: 원태순
- 아내: 김지선

## 역대 선거 결과
|  | 13.03% |

|  | 40.05% |

|  | 3.26% |

|  | 57.21% |

|  | 48.69% |

|  | 51.50% |

## 소속 정당
| 소속 정당 | 소속 정당      | 소속 기간 | 비고           |
| --------- | -------------- | --------- | -------------- |
|           | 한국노동당     | 1992      | 창당준비위원회 |
|           | 무소속         | 1992~1995 | 정계 입문      |
|           | 개혁신당       | 1995      | 창당           |
|           | 통합민주당     | 1995~1996 | 합당           |
|           | 민주당         | 1996~1997 | 당명 변경      |
|           | 무소속         | 1997      | 탈당           |
|           | 진보정치연합   | 1997      | 창당           |
|           | 무소속         | 1997      | 탈당           |
|           | 건설국민승리21 | 1997~1999 | 창당           |
|           | 무소속         | 1999~2000 | 정당 해산      |
|           | 민주노동당     | 2000~2008 | 창당           |
|           | 무소속         | 2008      | 탈당           |
|           | 진보신당       | 2008~2011 | 창당           |
|           | 새진보통합연대 | 2011      | 창당준비위원회 |
|           | 통합진보당     | 2011~2012 | 창당           |
|           | 무소속         | 2012      | 탈당           |
|           | 진보정의당     | 2012~2013 | 창당           |
|           | 정의당         | 2013~2018 | 당명 변경 사망 |

## 같이 보기
| - 진보정당 - 민중당 - 국민승리 21 - 민주노동당 - 진보신당 - 통합진보당 - 정의당 | - 심상정 - 권영길 - 단병호 - 유시민 - 진중권 - 독수독과이론 - 대한민국 제17대 국회의원 선거 민주노동당 후보 목록#비례대표 - 노원구 병 - 서울 노원구의 국회의원 - 창원시 성산구 (선거구) - 창원시 성산구의 국회의원 |

## 참고 문헌
- 《노회찬의 의정보고서》2004, 2005, 2006, 2007
- 정운영이 만난 우리시대 진보의 파수꾼 노회찬
- 노회찬 - 대한민국헌정회